# 26.ª edición de los Premios Grammy
La 26.ª edición de los Premios Grammy se celebró el 28 de febrero de 1984 en el Shrine Auditorium de Los Ángeles, en reconocimiento a los logros discográficos alcanzados por los artistas musicales durante el año anterior. El evento fue presentado por John Denver y fue televisado en directo en Estados Unidos por CBS. Michael Jackson fue el gran ganador obteniendo un total de ocho galardones.

## Ganadores

### Generales
- Grabación del año
  - Quincy Jones (productor) & Michael Jackson (productor e intérprete) por "Beat It"
- Álbum del año
  - Quincy Jones (productor) & Michael Jackson (productor e intérprete) por Thriller
- Canción del año
  - Sting (compositor); The Police (intérpretes) por "Every Breath You Take"
- Mejor artista novel
  - Culture Club

### Blues
- Mejor álbum de blues tradicional
  - B. B. King por Blues 'n Jazz

### Clásica
- Mejor grabación clásica orquestal
  - James Mallinson (productor), Georg Solti (director) & Chicago Symphony Orchestra por Mahler: Symphony No. 9 in D
- Mejor interpretación solista vocal clásica
  - James Levine (director), Marilyn Horne, Leontyne Price & Metropolitan Opera Orchestra por Leontyne Price & Marilyn Horne in Concert at the Met
- Mejor grabación de ópera
  - Christopher Raeburn (productor), Georg Solti (director), Thomas Allen, Kiri Te Kanawa, Kurt Moll, Lucia Popp, Samuel Ramey, Frederica von Stade & London Philharmonic por Mozart: Le Nozze di Figaro
  - Jay David Saks, Max Wilcox (productores), James Levine (director), Plácido Domingo, Cornell MacNeil, Teresa Stratas, & Metropolitan Opera Orchestra por Verdi: La Traviata (Original Soundtrack)
- Mejor interpretación coral, clásica
  - Georg Solti (director), Margaret Hillis (choir director) & Chicago Symphony Orchestra & Chorus por Haydn: The Creation
- Mejor interpretación clásica - Solista o solistas instrumentales (con orquesta)
  - Raymond Leppard (director), Wynton Marsalis & National Philharmonic Orchestra por Haydn: Trumpet Concerto in E Flat/L. Mozart: Trumpet Concerto In D/Hummel: Trumpet Concerto in E Flat
- Mejor interpretación clásica - Solista o solistas instrumentales (sin orquesta)
  - Glenn Gould por Beethoven: Piano Sonatas Nos. 12 & 13
- Mejor interpretación de música de cámara
  - Mstislav Rostropovich & Rudolf Serkin por Brahms: Sonata for Cello and Piano in E Minor, Op. 38 and Sonata in F, Op. 99
- Mejor álbum de música clásica
  - James Mallinson (productor), Georg Solti (director) & Chicago Symphony Orchestra por Mahler: Symphony No. 9 in D

### Comedia
- Mejor grabación de comedia
  - Eddie Murphy por Eddie Murphy: Comedian

### Composición y arreglos
- Mejor composición instrumental
  - Giorgio Moroder (compositor); varios intérpretes por "Love Theme From Flashdance"
- Mejor banda sonora original de película o especial de televisión
  - Michael Boddicker, Irene Cara, Kim Carnes, Douglas Cotler, Keith Forsey, Richard Gilbert,  Jerry Hey, Duane Hitchings, Craig Krampf, Ronald Magness, Dennis Matkosky, Giorgio Moroder, Phil Ramone,  Michael Sembello, Shandi Sinnamon (compositores); varios intérpretes por Flashdance
- Mejor arreglo instrumental
  - Dave Grusin (arreglista) por "Summer Sketches '82"
- Mejor arreglo de acompañamiento para vocalista(s)
  - Nelson Riddle (arreglista); Linda Ronstadt (intérprete) por "What's New"
- Mejor arreglo vocal (dúo, grupo o coro)
  - Arif Mardin & Chaka Khan (arreglistas); Chaka Khan (intérprete) por "Be Bop Medley"

### Country
- Mejor interpretación vocal country, femenina
  - Anne Murray por "A Little Good News"
- Mejor interpretación vocal country, masculina
  - Lee Greenwood por "I.O.U."
- Mejor interpretación country, duo o grupo
  - Alabama por The Closer You Get...
- Mejor interpretación instrumental country
  - New South por "Fireball"
- Mejor canción country
  - Mike Reid (compositor); Ronnie Milsap (intérprete) por "Stranger in My House"

### Espectáculo musical
- Mejor álbum de espectáculo con reparto original
  - Andrew Lloyd Webber (productor) & el reparto original de Broadway por Cats (Complete Original Broadway Cast Recording)

### Folk
- Mejor grabación étnica o tradicional
  - Clifton Chenier & His Red Hot Louisiana Band por I'm Here

### Gospel
- Mejor interpretación vocal gospel, femenina
  - Amy Grant por "Ageless Medley"
- Mejor interpretación vocal gospel, masculina
  - Russ Taff por Walls of Glass
- Mejor interpretación vocal gospel, duo o grupo
  - Larnelle Harris & Sandi Patti por "More Than Wonderful"
- Mejor interpretación gospel soul, femenina
  - Sandra Crouch por We Sing Praises
- Mejor interpretación gospel soul, masculina
  - Al Green por I'll Rise Again
- Mejor interpretación gospel soul, duo grupo
  - Barbara Mandrell & Bobby Jones por "I'm So Glad I'm Standing Here Today"
- Mejor interpretación inspiracional
  - Donna Summer por "He's a Rebel"

### Hablado
- Mejor grabación hablada
  - William Warfield por Copland: A Lincoln Portrait

### Histórico
- Mejor álbum histórico
  - Allan Steckler & Stanley Walker (productores) por The Greatest Recordings of Arturo Toscanini - Symphonies, Vol. I

### Infantil
- Mejor grabación para niños
  - Quincy Jones (productor) & Michael Jackson por E.T. the Extra-Terrestrial

### Jazz
- Mejor interpretación vocal jazz femenina
  - Ella Fitzgerald por The Best Is Yet to Come
- Mejor interpretación vocal jazz masculina
  - Mel Tormé por Top Drawer
- Mejor interpretación vocal jazz, duo o grupo
  - The Manhattan Transfer por "Why Not!"
- Mejor interpretación instrumental jazz, solista
  - Wynton Marsalis por Think of One
- Mejor interpretación instrumental jazz, grupo
  - Phil Woods & Phil Woods Quartet por At the Vanguard
- Mejor interpretación instrumental jazz, big band
  - Rob McConnell & The Boss Brass por All in Good Time
- Mejor interpretación de jazz fusion, vocal o instrumental
  - Pat Metheny Group por Travels

### Latina
- Mejor álbum de pop latino
  - José Feliciano por Me enamoré
- Mejor álbum latino tropical tradicional
  - Tito Puente & His Latin Ensemble (intérpretes) por On Broadway
- Mejor interpretación mexicano-americana
  - Los Lobos por "Anselma"